# Callochiton clausadeae
Callochiton clausadeae är en blötdjursart som beskrevs av Kaas och Van Belle 1987. Callochiton clausadeae ingår i släktet Callochiton och familjen Ischnochitonidae. Inga underarter finns listade i Catalogue of Life.